# Daniel Girsberger
Daniel Girsberger (* 13. Februar 1960) ist ein Schweizer Rechtswissenschaftler.

## Leben
Daniel Girsberger erwarb an der Universität Zürich 1984 den lic. iur., 1989 den Dr. iur., 1991 den LL. M. in Common Law Studies am Georgetown University Law Center und 1996 die Habilitation. Seit 2001 ist er ordentlicher Professor für schweizerisches und internationales Privat-, Wirtschafts- und Verfahrensrecht sowie Privatrechtsvergleichung in Luzern.

## Schriften (Auswahl)
- Verjährung und Verwirkung im internationalen Obligationenrecht. Internationales Privat- und Einheitsrecht. Zürich 1989, ISBN 3-7255-2714-8.
- Grenzüberschreitendes Finanzierungsleasing. Internationales Vertrags-, Sachen- und Insolvenzrecht. Eine rechtsvergleichende Untersuchung. Tübingen 1997, ISBN 3-16-146748-5.
- mit Andreas Furrer, Kurt Siehr und Dirk Trüten: Internationales Privatrecht. Besonderer Teil. Basel 2018, ISBN 3-7190-4090-9.
- mit James T. Peter: Aussergerichtliche Konfliktlösung. Kommunikation – Konfliktmanagement – Verhandlung – Mediation – Schiedsgerichtsbarkeit. Zürich 2019, ISBN 3-447-05082-9.